# تی‌اس انترتینمنت
تی‌اس انترتینمنت (کره‌ای: TS 엔터테인먼트; انگلیسی: TS Entertainment) همچنین با نام تی‌اس اینتر (کره‌ای: 티에스이엔티이알; انگلیسی: TS ENTER) نیز شناخته می‌شد، شرکت ضبط موسیقی و آژانس سرگرمی کره جنوبی بود که در سال ۲۰۰۸ توسط کیم ته-سونگ (김태송) بنیان‌گذاری شد. این شرکت در سئول، کره جنوبی واقع شده بود. این شرکت مسئول مدیریت گروه‌های آیدل از جمله بی. ای. پی بود.